# Коровиха (Нижньогородська область)
Коровиха (рос. Коровиха) — присілок у Варнавинському районі Нижньогородської області Російської Федерації.
Населення становить 4 особи. Входить до складу муніципального утворення Шудська сільрада.

## Історія
Від 2009 року входить до складу муніципального утворення Шудська сільрада.

## Населення
| 1999 | 2002 | 2010 |
| ---- | ---- | ---- |
| 29   | ↘14  | ↘4   |